# Worthington, Greater Manchester
Worthington är en civil parish i Storbritannien.   Den ligger i distriktet Wigan i Greater Manchester i riksdelen England, i den centrala delen av landet, 290 km nordväst om huvudstaden London.